# Kenneth Ford
Kenneth William Ford (* 1. Mai 1926 in Palm Beach) ist ein US-amerikanischer theoretischer Physiker, früherer Kernwaffenwissenschaftler und privater Physikpädagoge.

## Leben
Ford studierte an der Phillips Exeter Academy und in Harvard, wo er 1948 seinen Bachelor-Abschluss „summa cum laude“ machte. 1944 gewann er den Westinghouse-Talentwettbewerb für junge Wissenschaftler. 1950/51 arbeitete er in Los Alamos und 1951/52 im Kernfusionsprojekt Matterhorn in Princeton an der Entwicklung von Wasserstoffbomben. Unter anderem berechnete er die Wahrscheinlichkeit, dass der komprimierte „Brennstoff“ effizient umgesetzt würde, und schätzte die Sprengkraft (d. h. die freigesetzte Energie) ab. 1953 promovierte er bei John Archibald Wheeler an der Princeton University.
Ab 1953 gehörte er der Indiana University an, wo er Associate Professor wurde. 1955/56 war er Fulbright Fellow am Max-Planck-Institut für Physik in Göttingen. Ab 1958 arbeitete er an der Brandeis University, erst als Associate Professor, dann als Professor und 1963/64 Vorsitzender der Physik-Fakultät. 1961/62 war er National Science Research Fellow am Imperial College London und am Massachusetts Institute of Technology (MIT). Ab 1964 war er Professor an der University of California, Irvine (und bis 1968 Fakultätsvorsitzender), ab 1970 an der University of Massachusetts in Boston (1972 bis 1974 als Fakultätsvorsitzender). Danach betätigte er sich auf Verwaltungsposten.
Von 1975 bis 1982 war er Präsident des New Mexico Institute of Mining and Technology, 1982/83 war er Executive Vice President der University of Maryland und von 1983 bis 1985 Präsident der Molecular Biophysics Technology Inc. Danach war er zwei Jahre Education Officer bei der American Physical Society und von 1987 bis 1993 CEO und Executive Director des American Institute of Physics (AIP). Danach arbeitete er in Teilzeit als Lehrer an der Germantown Academy in seinem Wohnort Philadelphia und gelegentlich noch als wissenschaftlicher Berater.
Ford beschäftigte sich zunächst mit theoretischer Kernphysik, später auch mit Elementarteilchenphysik und Quantenelektrodynamik (z. B. in den 1960er Jahren mit Myonischen Atomen). Mit Wheeler veröffentlichte er Arbeiten über semiklassische Streutheorie. Neben seinen theoretischen Arbeiten ist er auch in der Physikpädagogik engagiert.
Von 1974 bis 1977 war er Herausgeber des American Journal of Physics und 1972 Präsident der American Association of Physics Teachers (AAPT), deren Oersted Medal er 2006 erhielt. Er ist Fellow der American Physical Society und der American Association for the Advancement of Science (AAAS). Von 2000 bis 2006 war er Mitherausgeber der Zeitschrift The Physics Teacher.
Ford ist zum zweiten Mal verheiratet und hat vier Söhne und drei Töchter.

### Kontroversen
Im Jahr 2015 veröffentlichte er seine Memoiren (siehe Bücherliste), ohne Auflagen der US-Regierung zur Geheimhaltung zu beachten. Die zuständige Behörde bestand auf Kürzungen, obwohl selbst Richard Garwin urteilte, dass nichts darin stand, was nicht auch zuvor schon öffentlich war. Ford war jedoch damals direkt am Projekt beteiligt und konnte somit dem Geschriebenen mehr Autorität und Authentizität verleihen. Insbesondere betraf das einen Punkt, der an und für sich schon früher offengelegt worden war, dass es nämlich möglich war, dass sich Strahlung und Plasma des Wasserstoff-„Brennstoffs“ thermisch im Gleichgewicht befinden können. Eines der Hindernisse bei der Entwicklung des Teller-Ulam-Konzepts war, dass man das lange nicht für möglich hielt.

## Bücher
- Kenneth W Ford: Basic Physics. WORLD SCIENTIFIC, 2017, ISBN 978-981-3208-00-1 (englisch, archive.org).
- Die Welt der Elementarteilchen, Springer, Heidelberger Taschenbücher 1966 (The World of Elementary Particles, Blaisdell 1963).
- Classical and modern Physics, Xerox College Publishing, 3 Bände, 1972 bis 1974.
- Wie klein ist klein? Eine kurze Geschichte der Quanten. Ullstein, Berlin 2008 (The Quantum world- quantum physics for everyone, Harvard University Press 2004).
- mit John Archibald Wheeler: Geons, Black Holes and Quantum Foam – a life in physics, Norton 1998 (Autobiographie von Wheeler).
- In love with flying, H Bar Press 2007 (seine Erfahrungen als Pilot von Klein- und Segelflugzeugen).
- Kenneth William Ford: Building the H Bomb: A Personal History. World Scientific Publishing, Hackensack, NJ 2015, ISBN 978-981-4632-07-2 (englisch).